# Crispo Florencia naxoszi hercegnő
Crispo Florencia (1422 – 1501. december 8.), olaszul: Fiorenza Crispo, görögül: Φλόρενς (Φιορέντσα) Κρίσπο της Νάξου, franciául: Florence Crispo, naxoszi hercegnő, IV. Alexiosz trapezunti császár (ur.: 1416–1429) unokája és Cornaro Katalin ciprusi királynő anyja.

## Élete

A Naxoszi Hercegség címere

Apja Nicolò/Niccolò Crispo, a Naxoszi Hercegség régense, I. (Crispo) Ferenc naxoszi uralkodó herceg és II. (Sanudo) Florencia naxoszi uralkodó hercegnő fia. Anyja Komnénosz Eudokia (Valenza) trapezunti császári hercegnő, IV. Alexiosz trapezunti császár lánya. Nevét az apai nagyanyja, II. Florencia naxoszi hercegnő után kapta. Florencia 1444-ben feleségül ment Marco Cornaro (1406–1479) velencei patríciushoz, Giorgio Cornaro (1374–1439) padovai kormányzó (Marco Cornaro velencei dózse unokája) és Caterina Giustinian fiához. Florencia nyolc gyermeket szült, többek között a későbbi ciprusi királynét és királynőt, Katalint.
Férje, Marco Cipruson alapozta meg a karrierjét, amikor 1439–1443 között pénzügyi kölcsönt nyújtott a későbbi veje, II. (Fattyú) Jakab apjának, II. János ciprusi királynak, és ezért jelentős birtokokat szerzett Limassol közelében. 1452-ben ő is tagja volt annak az öttagú delegációnak, amely meglátogatta III. Frigyes német-római császárt császárrá koronázása alkalmából. Ezért a szolgálatáért megkapta a lovagi címet.
1457–1458-ban Marcót és öccsét, Andrea Cornarót (1419–1473) száműzték Velencéből, miután az öccsét megvádolták, hogy Zonta del Pregadi szenátor megválasztását megvásárolták. Marco Cipruson élt, és II. János halála után kezdetben az elhunyt király törvényes lányának, I. Sarolta királynőnek az uralmát támogatta, de aztán II. János természetes fia, a trónbitorló II. Jakab mellé állt, aki megnyerte a ciprusi polgárháborút. Marco 1464-ben visszatért Velencébe, öccse, Andrea pedig II. Jakab tanácsosa lett, és ő hozta tető alá unokahúgának, Katalinnak a házasságát II. Jakabbal, amely 1472 decemberében teljesedett be.
Marco Cornaro 1479. augusztus 1-jén Velencében hunyt el. Fiorenza túlélte a férjét, és megérte lánya trónfosztását, aki 1489-ben visszatért Velencébe. Florencia 1501. december 8-án hunyt el.

## Gyermekei
- Férjétől, Marco Cornaro (1406–1479) velencei patríciustól, Marco Cornaro velencei dózse dédunokájától, 8 gyermek:
  - Jolán (Violante), férje Marco Dandolo
  - György (Giorgio) (1452–1527), a haza atyja (padre della patria), felesége Morosini Erzsébet, 6 fiú, többek között:
    - Marco Cornaro (1482–1524) bíboros, Famagusta püspöke

  - Katalin (Caterina) (1454–1510) ciprusi királynő I. Katalin néven (ur.: 1474–1489), férje II. (Fattyú) Jakab (1438–1473) ciprusi király, 1 fiú:
    - Lusignan Jakab (Famagusta, 1473. augusztus 28. – Famagusta, 1474. augusztus 26.), apja halála után született, III. Jakab néven a születésétől a haláláig Ciprus királya

  - Kornélia (Cornelia), férje Paolo Vendramino, Andrea Vendramino velencei dózse fia
  - Regina (Erzsébet), férje Paolo Capello
  - Blanka (Bianca), férje Pietro Lando
  - Ágnes (Agnese), férje Nicolo Querini
  - N. (leány), férje N. Querini

## Származása
| Florencia | Apa: Nicolò/Niccolò Crispo      | Apai nagyapa: I. Ferenc naxoszi herceg                   | Apai dédapa: Francesco Crispo                                 |
| Florencia | Apa: Nicolò/Niccolò Crispo      | Apai nagyapa: I. Ferenc naxoszi herceg                   | Apai dédanya: n. a.                                           |
| Florencia | Apa: Nicolò/Niccolò Crispo      | Apai nagyanya: II. Florencia naxoszi hercegnő            | Apai dédapa: Marco Sanudo                                     |
| Florencia | Apa: Nicolò/Niccolò Crispo      | Apai nagyanya: II. Florencia naxoszi hercegnő            | Apai dédanya: n. a.                                           |
| Florencia | Anya: Komnénosz Eudokia-Valenza | Anyai nagyapa: IV. Alexiosz trapezunti császár           | Anyai dédapa: III. Mánuel trapezunti császár                  |
| Florencia | Anya: Komnénosz Eudokia-Valenza | Anyai nagyapa: IV. Alexiosz trapezunti császár           | Anyai dédanya: Bagrationi Gulhan-Eudokia trapezunti császárné |
| Florencia | Anya: Komnénosz Eudokia-Valenza | Anyai nagyanya: Kantakuzéna Teodóra trapezunti császárné | Anyai dédapa: Theodorosz Kantakuzénosz                        |
| Florencia | Anya: Komnénosz Eudokia-Valenza | Anyai nagyanya: Kantakuzéna Teodóra trapezunti császárné | Anyai dédanya: Eufrozina                                      |